# Massamagrell
Massamagrell – gmina w Hiszpanii, w prowincji Walencja, we wspólnocie autonomicznej Walencja, o powierzchni 6,16 km². W 2011 roku liczyła 15 550 mieszkańców.